# Takahiro Shibasaki
Takahiro Shibasaki (født 23. maj 1982) er en japansk fodboldspiller, som spiller for den japanske fodboldklub Tokyo Verdy.